# Валер'ян Ісмаель
Валер'ян Александре Ісмаель (фр. Valérien Alexandre Ismaël; нар. 28 вересня 1975, Страсбург, Франція) — французький та німецький футболіст, центральний захисник, по завершенні кар'єри гравця — футбольний тренер.

## Ранні роки
Народився в гваделупського батька та матері-ельзаски, виріс у Страсбурзі на кордоні з Німеччиною. Дід Ісмаїла — німець.

## Клубна кар'єра

### «Страсбур»
Ісмаель дебютував за «Страсбур» 15 січня 1994 року в поєдинку проти «Кана». Протягом свого першого періоду за клуб провів 77 матчів у чемпіонаті. Окрім цього, зіграв у п’яти матчах Кубку УЄФА, відзначився одним голом.

### «Крістал Пелес»
У січні 1998 року Ісмаель підписав контракт із «Крістал Пелес» зі «Страсбура» за 2,75 мільйона фунтів стерлінгів, що зробило його найдорожчим гравцем в історії клубу. Незважаючи на це, він зіграв лише 13 матчів за лондонський клуб й перебував у клубі лише десять місяців, із січня по жовтень 1998 року, а в жовтні 1998 року повернувся до рідної Франції, щоб підписати контракт з «Лансом».

### «Ланс»
Під час виступів у «Лансі» Ісмаель відновив свою форму після короткого й тривалого періоду в Англії. Зіграв 83 матчі, відзначився п'ятьма голами. Також мав коротку оренду у своєму колишньому клубі «Страсбура» протягом сезону 2000/01 років у Лізі 1, але не зміг допомогти їм уникнути вильоту. Проте він грав за «Страсбур» у фіналі Кубку Франції 2001 року, в якому обіграли «Ам’єн» по пенальті. Повернувся в «Ланс» на сезоні 2001/02 років у Лізі 1, де продемонстрував особливо хорошу форму, зіграв 33 матчі та відзначився 4-ма голами. Однак його продали назад у «Страсбур» на наступний сезон після того, як «Ланс» повернувся до вищого рівня.

### Повернення до «Страсбура»
Після повернення до свого колишнього клубу призначений капітаном. Привів клуб до респектабельного 13-го місця і завдяки вмілій грі в захисті привернув інтерес з боку європейських клубів. За останній період у «Страсбурі» провів 26 матчів та забив двічі. Загалом за свій рідний клуб зіграв 167 разів у всіх турнірах і забив сім голів.

### «Вердер» (Бремен)
У 2003 році Ісмаель відданий в оренду «Вердеру», де зіграв 32 матчі, відзначився чотирьма голами. У своєму першому сезоні в бременському клубі виграв золотий дубль. Напередодні старту наступного сезону проданий «Вердеру», де знову з'явився 32 рази, забив чотири м'ячі. Однак «Вердер» зміг фінішувати лише третім. Також провів сім матчів у Лізі чемпіонів УЄФА, забив двічі.

### «Баварія» (Мюнхен)

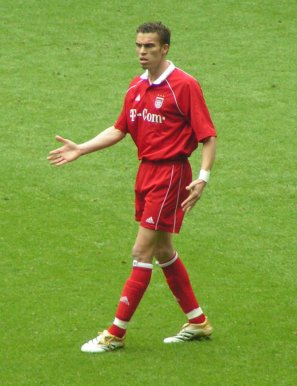
Валер'ян Ісмаель у футболці «Баварії» (Мюнхен)

У липні 2005 року приєднався до «Баварії». Отримав червону картку під час свого дебюту за клуб, але завершив сезон, вигравши з мюнхенцями чемпіонат Німеччини та кубок Німеччини вдруге в кар'єрі. Однак у сезоні 2006/07 років зіграв за клуб лише один матч через свою тривалу травму, і зрештою залишився без клубу, щоб приєднатися до «Ганновера 96» у січні 2008 року. Провів 31 матч за «Баварію», не відзначався голами, а також провів вісім матчів у Лізі чемпіонів, відзначився одним голом у програному (1:4) поєдинку проти «Мілана».

### «Ганновер 96»
Ісмаеля запросили до клубу, щоб підсилити оборону та забезпечити лідерство своїм новим товаришам по команді. Перша гра за «Ганновер» була проти його попереднього клубу, «Баварії», зіграв 45 хвилин і допоміг своїй команді зіграти внічию (0:0). Після того, як був замінений через незначну травму, «Ганновер» у другому таймі пропустив три м'ячі. Після одужання від травми став ключовим гравцем команди. Через подальші травми та поганий прогноз на одужання 5 жовтня 2009 року завершив кар'єру гравця. Загалом за команду провів 18 матчів.

## Кар'єра в збірній
Виступав за юнацьку збірну (U-18) та молодіжну збірну Франції. Коли його не викликали до національної команди, він хотів представляти Німеччину. Однак Німецький футбольний союз відхилив його бажання, оскільки в нього не було достатнього зв’язку з Німеччиною. Відповідаючи на запитання німецького спортивного журналу Kicker, Ісмаель зазначив у звіті, опублікованому німецьким таблоїдом Bild, наступне: «Це не зовсім так. Я француз, і я все ще сподіваюся на свій шанс зіграти за Францію. Я почуваюся добре в Німеччині, але я не хочу йти добровільно. Тільки якщо Клінсман захоче [бачити] мене, тоді нам доведеться про це поговорити». Якщо б колишній тренер збірної Німеччини Юрген Клінсманн цікавився ним, Ісмаель хотів би перевірити своє походження.
Гернот Рор, експерт з французького футболу, пояснив постійне ігнорування Ісмаеля: «Хоча Валер’єн був гравцем молодіжної збірної, він ніколи не був варіантом для національної команди. Звичайно, Валер’єн є одним із найкращих центральних захисників, але ніколи не був настільки вражаючим, щоб конкурувати з основними гравцями першої команди». Ісмаель бачив це дещо інакше: «Раніше були гучні імена, добре. Але сьогодні я не гірший за тих, хто там». Після того, як у жовтні 2005 року Ісмаель знову запропонував свої послуги збірній Німеччини, знову отримав відмову. Згодом, у березні 2006 року, Німецький футбольний союз оголосив, що Ісмаель не має права грати за Німеччину, оскільки в серпні 1996 року він зіграв у кваліфікаційному матчі молодіжного чемпіонату Європи за Францію. Згідно з правилами ФІФА, йому б знадобилося німецьке громадянство ще в 1996 році, щоб змінити спортивне громадянство.
Повідомлялося, що Того також мала бажання викликати Ісмаела до своєї команди на чемпіонату світу 2006 року, враховуючи, що його колишня дружина має частково тоголезське походження, але заперечив ймовірність та зацікавленість у цій пропозиції.

## Кар'єра тренера

### «Ганновер 96»
10 жовтня 2009 року Ісмаель став помічником головного тренера «Ганновера 96». З 24 червня 2010 року також був членом керывництва клубу. 28 листопада 2011 року обійняв посаду головноъ команди другої команди «Ганновера 96 II». У сезоні 2011/12 років «Ганновер II» фінішував на шостому місці з 14 перемогами, 8 нічиями та 12 поразками. Протягом сезону 2012/13 років «Ганновер II» фінішував на четвертому місці з 16 перемогами, 6 нічиями та 8 поразками. Залишив команду 30 червня 2013 року.

### «Вольфсбург II»
З 1 липня 2013 року по 5 червня 2014 року займав посаду головного тренера «Вольфсбурга II». «Вольфсбург II» виграв Регіоналлігу «Північ» в сезоні 2013/14 років і програв «Зонненгоф» (Гросаспах) у плей-оф за право підвищитися в класі.

### «Нюрнберг»

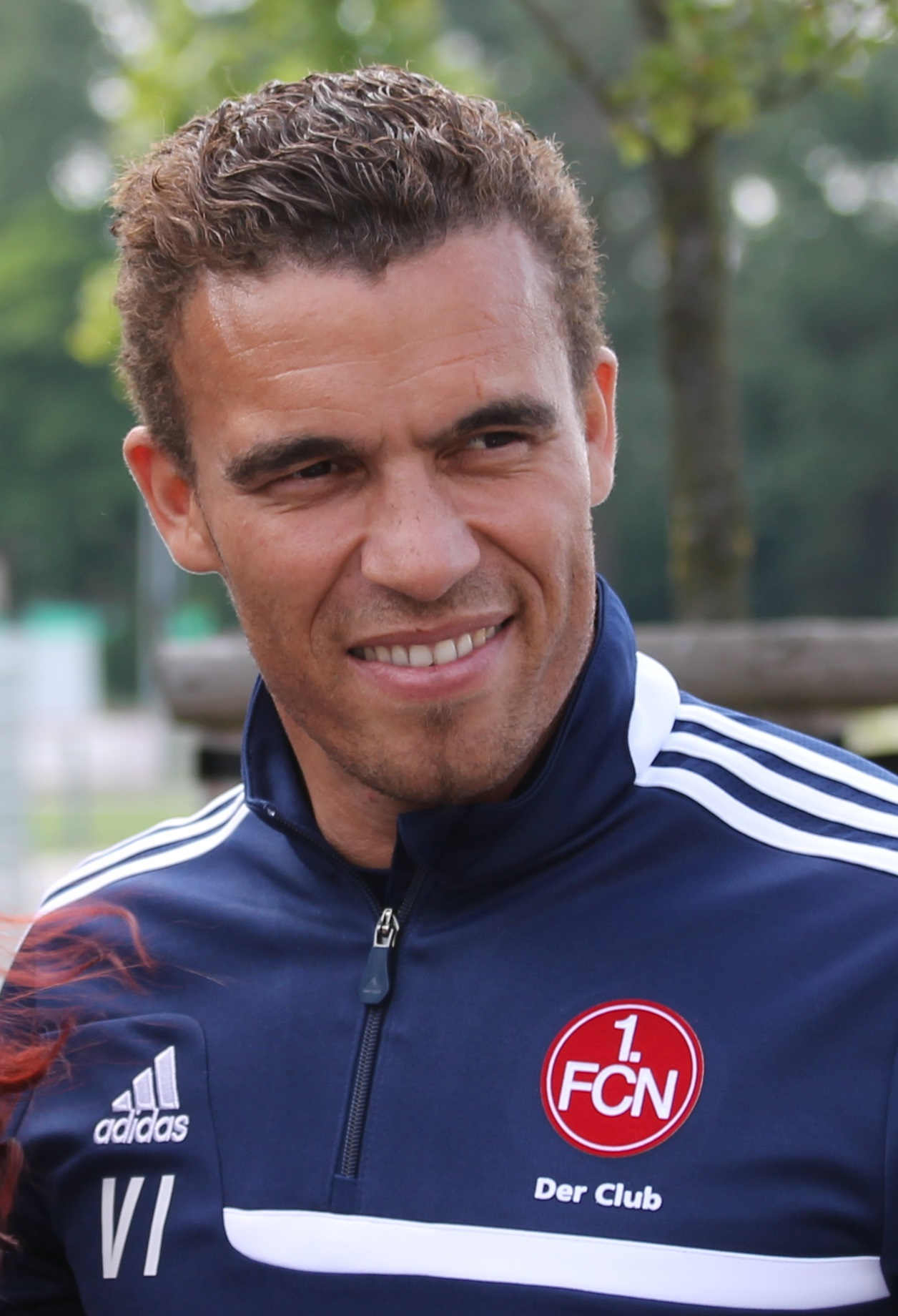
Валер'ян Ісмаель на тренерському містку «Нюрнберга» в 2014 році

Ісмаель став новим головним тренером «Нюрнберга» 5 червня 2014 року, а 3 серпня 2014 року виграв свій перший матч проти «Ерцгебірге Ауе» з рахунком 1:0. Під його керівництвом клуб програв вісім із наступних 13 матчів й 10 листопада 2014 року звільнений з займаної посади (через три дні після поразки (1:2) проти «Зандгаузена». Завершив роботу в клубі з наступною статистикою: чотири перемоги, дві нічиї та вісім поразок.

### Повернення до «Вольфсбурга II»
1 червня 2015 року повернувся у «Вольфсбург II». Повторюючи успіх свого першого перебування в команді, «Вольфсбург II» виграв Регіоналлігу «Північ» 2015/16. Але знову ж таки, «Вольфсбург II» програв у плей-оф за право підвищитися в класі, цього разу «Яну» (Регенсбург).

### «Вольфсбург»
Головного тренера першої команди Дітера Гекінга звільненили 17 жовтня 2016 року, в виконувачем обов'язків головного тренера призначили Валер'яна Ісмаеля. У своїх перших чотирьох матчах «Вольфсбургу» вдалося двічі перемогти. 7 листопада 2016 року Ісмаель став повноцінним головним тренером.26 лютого 2017 року звільнений з займаної посади.

### «Аполлон Смірніс»
29 травня 2018 року було оголошено, що Ісмаель підписав 2-річний контракт з клубом грецької Суперліги «Аполлон Смірніс». Однак після того, як 25 серпня 2018 року провів лише одну гру чемпіонату проти «Лариси», в якій Аполлон програв вдома з рахунком 0:1, шість днів по тому його звільнили з керівної посади через розбіжності з президентом клубу.

### ЛАСК
В австрійській футбольній Бундеслізі 2019/20 років Ісмаель змінив Олівера Гласнера на посаді нового головного тренера та спортивного директора австрійської команди ЛАСК. У перші декілька місяців свого перебування на посаді привів команду до найкращого її старту в історії (17 очок у 8 матчах). Також привів ЛАСК до першого в історії матчу плей-оф Ліги чемпіонів УЄФА. Після перемоги над фаворитом «Базелем» команда програла «Брюгге». У першому виступі ЛАСК в Лізі Європи УЄФА команда виграла групу зі «Спортінгом» (Лісабон), ПСВ (Ейндховен) і «Русенборгом» (Тронгейм). ЛАСКу вдалося перемогти АЗ Алкмар, але в 1/8 фіналі австрійці програли Манчестер Юнайтед. Після паузи у футболі, спричиненої Covid-19, ЛАСК почав на декілька днів раніше тренуватися з повним контактом тіла. За це його різко розкритикували інші клуби та ЗМІ. Команда більше не грала добре, і за порушення коронавірусних обмежень була позбавлена 4 очок, що дозволило їй посісти четверте місце в чемпіонаті. ЛАСК розірвав угоду Ісмаелем 11 липня 2020 року, а на посаді головного тренера австрійського клубу його замінив Домінік Тальгаммер.

### «Барнслі»
Восени 2020 року Герхард Штрубер вирішив приєднатися до «Нью-Йорк Ред Буллз», «Барнслі» запросив на вакантну посаду Валер'яна. Допоміг команді посісти місце, яке дозволяло «Барнслі» поборотися в плей-оф за право підвищитися в класі.

### «Вест-Бромвіч Альбіон»
24 червня 2021 року приєднався до «Вест-Бромвіч Альбіон», яка нещодавно вилетіла з Чемпіоншипу, та підписав чотирирічний контракт, завдяки чому став першим французьким тренером клубу. 2 лютого 2022 року Ісмаель покинув клуб за взаємною згодою після невдалих результатів.

### «Бешикташ»
25 березня 2022 року Ісмаель став тренером турецького клубу «Бешикташ». До його приїзду команду тимчасово тренував один із молодіжних тренерів Ондер Каравелі. Контракт Ісмаеля розрахований до кінця сезону 2022/23 років. Сезон 2023/24 років також може провести в клубі.

## Особисте життя
Ісмаель одружений німкені Кароліні. Від першого шлюбу виховує сина (1995 рік народження). 25 квітня 2013 року отримав німецьке громадянство.

## Статистика виступів

### Як тренера
Станом на 9 квітня 2022
| Рік                    | З                 | По                | Досягнення | Досягнення | Досягнення | Досягнення | Досягнення | Досягнення | Досягнення | Досягнення | Пос.          |
| Рік                    | З                 | По                | Іг         | В          | Н          | П          | ЗМ         | ПМ         | РМ         | % Перемог  | Пос.          |
| ---------------------- | ----------------- | ----------------- | ---------- | ---------- | ---------- | ---------- | ---------- | ---------- | ---------- | ---------- | ------------- |
| «Ганновер 96 II»       | 28 листопада 2011 | 30 червня 2013    | 49         | 24         | 10         | 15         | 94         | 66         | +28        | 48,98      | [ 15 ] [ 16 ] |
| «Вольфсбург II»        | 1 липня 2013      | 5 червня 2014     | 36         | 23         | 6          | 7          | 85         | 29         | +56        | 63,89      | [ 19 ]        |
| «Нюрнберг»             | 5 червня 2014     | 10 листопада 2014 | 14         | 4          | 2          | 8          | 14         | 25         | −11        | 28,57      | [ 22 ]        |
| «Вольфсбург II»        | 1 червня 2015     | 17 жовтня 2016    | 48         | 30         | 8          | 10         | 105        | 42         | +63        | 62,50      | [ 28 ] [ 40 ] |
| «Вольфсбург»           | 17 жовтня 2016    | 26 лютого 2017    | 17         | 6          | 1          | 10         | 17         | 26         | −9         | 35,29      | [ 30 ]        |
| «Аполлон Смірніс»      | 29 травня 2018    | 31 серпня 2018    | 1          | 0          | 0          | 1          | 0          | 1          | −1         | 00.00      | [ 41 ]        |
| ЛАСК                   | 27 травня 2019    | 11 липня 2020     | 50         | 31         | 6          | 13         | 102        | 57         | +45        | 62,00      | [ 42 ]        |
| «Барнслі»              | 23 жовтня 2020    | 24 червня 2021    | 44         | 25         | 6          | 13         | 56         | 43         | +13        | 56,82      | [ 43 ]        |
| «Вест-Бромвіч Альбіон» | 24 червня 2021    | 2 лютого 2022     | 31         | 12         | 9          | 10         | 35         | 32         | +3         | 38,71      | [ 44 ]        |
| «Бешикташ»             | 25 березня 2022   | Теперішній час    | 2          | 1          | 1          | 0          | 5          | 2          | +3         | 50,00      | [ 45 ]        |
| Загалом                | Загалом           | Загалом           | 292        | 156        | 49         | 87         | 513        | 323        | —          | 53,42      | —             |

## Досягнення

### Як гравця
«Страсбур»
- Кубок Франції
  -  Володар (1): 2000/01

- Кубок французької ліги
  -  Володар (1): 1996/97

- Кубок Інтертото
  -  Володар (1): 1995

«Ланс»
- Кубок французької ліги
  -  Володар (1): 1998/99

«Вердер» (Бремен)
- Бундесліга
  -  Чемпіон (1): 2003/04

- Кубок Німеччини
  -  Володар (1): 2003/04

«Баварія» (Мюнхен)
- Бундесліга
  -  Чемпіон (1): 2005/06

- Кубок Німеччини
  -  Володар (1): 2005/06

### Як тренера
«Вольфсбург II»
- Регіоналліга «Північ»
  -  Чемпіон (2): 2013/14, 2015/16